# Cerro Zapaleri
Le cerro Zapaleri est un volcan andin considéré comme éteint dont le sommet qui culmine à 5 653 m d'altitude constitue le tripoint entre les frontières de l'Argentine, de la Bolivie et du Chili. Il fait partie de la province de Sud Lípez (Bolivie), de la province de Jujuy (Argentine) et de la province d'El Loa (Chili).
Le versant bolivien est protégé par la réserve nationale de faune andine Eduardo Avaroa. Le volcan, côté chilien, est proche également du secteur Salar de Tara-Salar de Aguas Calientes de la réserve nationale Los Flamencos et, côté argentin, de la réserve naturelle Lagunas de Vilama.